# باد برام‌اشتت
شهر باد برام‌اشتت در ایالت اشلسویگ-هل‌اشتاین در کشور آلمان واقع شده است.